# Cassano delle Murge
Cassano delle Murge är en ort och kommun i storstadsregionen Bari, innan 2015 provinsen Bari, i regionen Apulien i Italien. Kommunen hade 14 765 invånare (2017).